# Ceylon-Kantschil
Der Ceylon-Kantschil (Moschiola meminna) ist ein Paarhufer aus der Gattung der Fleckenkantschile innerhalb der Familie der Hirschferkel. Er kommt auf Sri Lanka vor.

## Merkmale
Die Kopf-Rumpf-Länge beträgt 55 bis 60 Zentimeter, die Schwanzlänge 2 bis 5 Zentimeter und das Gewicht der ausgewachsenen Tiere 2 bis 4,5 Kilogramm. Die Fellfarbe und das Fleckenmuster ist ähnlich wie beim Indien-Kantschil, jedoch verschmilzt die obere Fleckenreihe nicht zu einem vollständigen Streifen an der Schulter. Die Körpergröße ist klein, die Hinterbeine sind relativ lang und die Nebenzehen klein.

## Vorkommen und Lebensraum
Der Ceylon-Kantschil bewohnt die Trockenzone Sri Lankas. Im Gegensatz zu den Kantschil-Arten, die in sommergrünen Vegetationsformationen vorkommen, gibt es über den Lebensraum des Ceylon-Kantschils nur wenige spezifische Informationen. Er ist hauptsächlich Waldbewohner und ist allgemein in allen Waldtypen innerhalb der Trockenzone aber auch in Kokosnuss-Plantagen und Gärten anzutreffen. Dabei entfernt er sich nie weit von Wasserflächen.

## Lebensweise
Über seine Lebensweise ist nur wenig bekannt. Ein Exemplar in menschlicher Obhut erreichte ein Alter von 14,5 Jahren. Ähnlich dem Indien-Kantschil ist die Art hauptsächlich dämmerungs- und nachtaktiv.

## Status
Der Ceylon-Kantschil wird von der IUCN in die Kategorie „nicht gefährdet“ (least concern) klassifiziert. Eine große Anzahl dieser Tiere lebt in gut gesicherten Schutzgebieten innerhalb der Trockenzone. Auch sind die Auswirkungen der Walddegradierung und -fragmentierung vermutlich nicht ernsthaft, da der Ceylon-Kantschil an ein Überleben in Gärten und Kokosnuss-Plantagen angepasst ist. Die Ceylon-Kantschile werden wegen ihres Fleisches gejagt. In der Trockenzone ist der Ceylon-Kantschil auch außerhalb der Schutzgebiete mäßig häufig.